# 武汉铁路枢纽
武汉铁路枢纽是指以武汉市为中心的铁路所形成的枢纽，是国家规划的综合铁路枢纽之一。武汉铁路客运量于2013年达到1.2亿人次，第一次超过北京、广州，居全国第一。
- 详见本模板的子页面

## 枢纽范围

武汉铁路枢纽线路示意简图

武汉铁路枢纽范围为北至京广铁路孝感站（含），南至京广铁路山坡站（含），东至武九铁路葛店站（含），西至武康铁路下辛店站（含）。
武汉枢纽将逐步形成衔接郑州、合肥、安庆（杭州）、九江、长沙、贵阳、重庆、西安等方向，京广、武西、武九高铁、汉孝、武咸、武冈、武天荆城际及京广、武九、武康、合武、汉宜铁路、汉麻联络线等13条干线引入的环形放射状大型枢纽。

## 历史

### 清朝时期的规划与建设（1910年前）
早在1859年，现代铁路工程之父斯蒂芬森爵士就设计了以汉口为中心枢纽，链接缅甸（通过四川和云南）、广东、上海、北京的铁路网。孙中山也在他的《建国方略》一文中指出，武汉应建设成为“中国本部铁路系统之中心”。

武汉境内第一条铁路是京汉铁路的试验段——长23.58公里的滠口－玉带门段，于1898年5月通车。这也是京汉铁路最先通车的一部分。

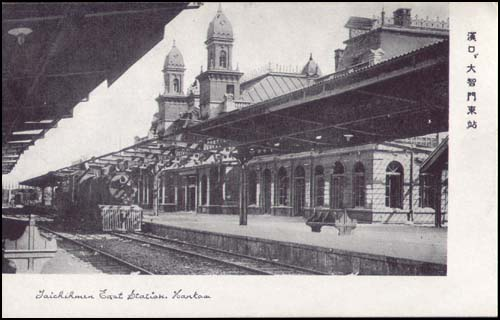
开通初期的大智门站

### 中华民国时期（1910年至1949年）
1918年，粤汉铁路武昌至长沙段通车。1936年粤汉铁路全线通车，从武汉乘坐火车可直达广州。随后，武汉地区因应粤汉铁路通车后客流的增长，扩建了徐家棚车站。
汉口、武昌自1918年11月开始修筑南北两岸轮渡，1921年4月8日旅客轮渡通航，1937年3月10日，江岸、徐家棚之间的铁路货车渡轮设施竣工，京汉、粤汉开办货车车辆渡江的业务。

### 中华人民共和国时期（1949年后）
1949年之后，武汉铁路枢纽逐步发展，逐渐成为中国最重要的铁路水路转运枢纽之一，汇集了京广铁路、汉丹铁路、武九铁路等众多线路。进入新世纪之后，随着中国高速铁路网络的发展，武汉铁路枢纽地位日趋重要。京广高速铁路、沪汉蓉快速客运通道等线路汇集在此。

#### 第一期建设：建国初期及第一个五年计划时期（1949年~1957年）

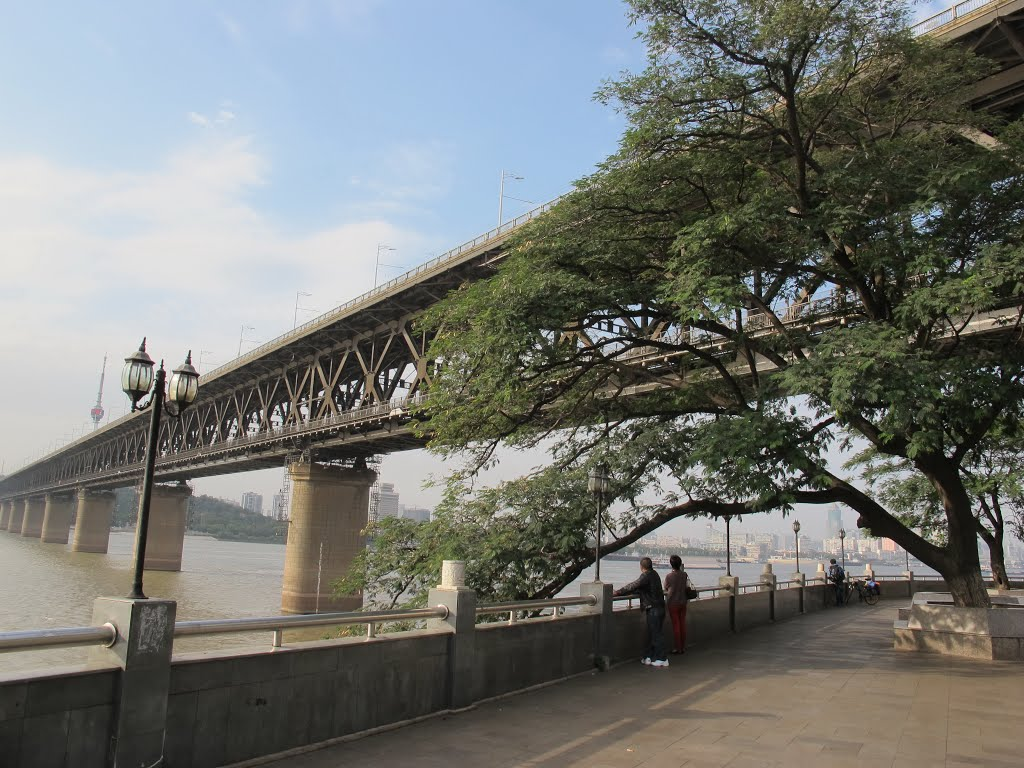
武汉长江大桥

一五计划期间，武汉铁路枢纽完成了第一期主要工程。初步奠定了武汉铁路枢纽的规模。到1958年10月，武汉铁路枢纽第一期建设基本完成。
1952年，铁道部在设计武汉长江大桥时，提出了武汉铁路枢纽的总体设计规划。整个工程包括武昌火车站及配套的武昌客车车辆段、江岸西编组站、余家湾编组站、汉口迂回线（现京广正线）、武昌北环线、楠栂庙站及武昌南环线。
1955年8月，为配合武汉长江大桥的建设，武汉铁路枢纽内修建了横跨汉江的汉水铁路桥、丹水池车站经江岸西站至汉水铁路桥头的汉口迂回线(即现在的京广正线)、江岸车站至江岸西站的联络线、江岸西编组站、汉西车站、汉阳车站、武昌车站客场，以及汉水桥头经武汉长江大桥至武昌车站客场的大桥联络线(以后改为京广正线)。
1957年武汉长江大桥建成，连接京汉铁路与粤汉铁路成为京广铁路。

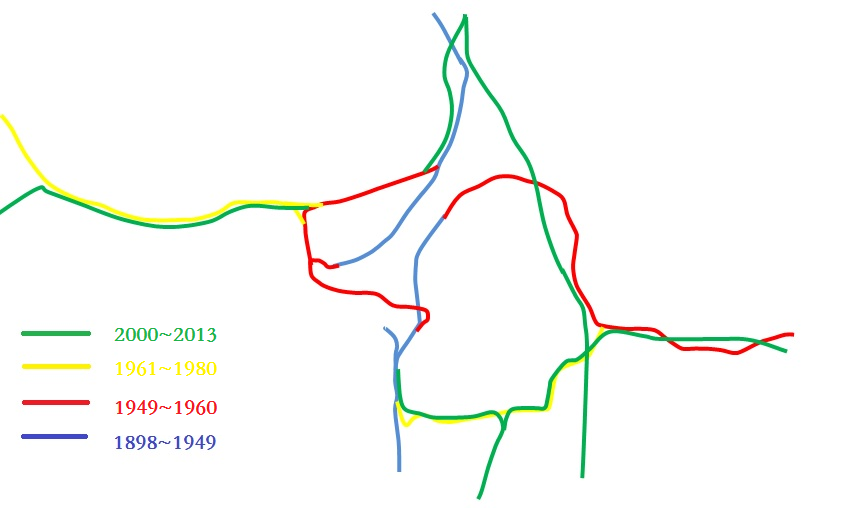
武汉枢纽的变迁

#### 第二期建设：社会主义建设时期（1959年~1980年）
武汉枢纽二期工程于1959年4月开工，1961年因缩短基本建设战线全部停工。1963年又继续扩建和改建。到1980年止，包含在第二期扩建工程内有23项工程完工。这些工程促进了武汉铁路枢纽功能的进一步深化。其中比较具有代表性的有汉丹铁路工程、京广铁路部分区段复线工程、编组站扩建工程、武钢一米七轧机配套铁路工程和汉西货场建设工程。
汉丹铁路于1958年10月开工，几经反复，于1967年全线完工。汉丹线引入武汉枢纽汉西站和江岸西站，向西经长江埠、襄樊至丹江口。随着70年代襄渝铁路的修筑，汉丹线成为连接武汉和重庆沿江铁路大通道的重要组成部分，武汉枢纽有了西出口。
京广铁路余家湾至大花岭段全长10.555公里，为配合武昌南编组站工程而修建复线，1968年8月建成投产。丹水池至汉水桥头线路所双线是继1958年修建武汉枢纽迂回线后增加的第二线，这条线北起丹水池站至汉水桥头线路所，全长15.457公里，1972年1月全线建成投产。
1959年4月为缓解枢纽编解能力与大车流的矛盾，铁道部扩建了江岸西编组站；同时开始新建武昌南编组站。1961年因压缩基本建设战线，武昌南编组站一度停建；1966年3月复工，1969年9月建成投产。
新武东路厂联合编组站和南环双线这两项工程是武汉钢铁公司一米七轧机工程的配套项目。新武东路厂联合编组站是铁路与钢厂各自具有独立调车作业系统的双向二级五场大型机械化驼峰编组站，主要办理出入钢厂车流的到达和编发作业。南环线位于武昌区东南，自武昌南站向东穿行于南湖、汤逊湖的丘陵地区，经过武昌县的流芳乡，跨越武昌至黄石公路，与武大线何刘车站接轨，双线总长为48.058公里。全部工程于1980年6月建成。
为解决武汉地区零担货物运输的困难，于1974年8月25日开始兴建汉西货场，设计零担货物总到发能力为160万吨，成为武汉地区铁路零担货物到发和武大、襄渝、汉丹、焦枝、京广等线到发和中转零担货物的主要货场，1980年底完工。

#### 沉寂期：改革开放时期（1981年~1999年）
改革开放时期，由于国家政策、铁路建设政策和区域铁路管理等方面问题，武汉铁路枢纽的建设陷入明显停滞。这一时期，主要是对于“六五”计划期间完成扫尾工程和继续修建。除此之外，主要工程主要有：京广铁路郑州到武昌段电气化工程、新建汉口站、武汉至广州铁路电气化工程和横麻线建设工程。
新汉口站工程于1987年4月11日陆续开工兴建，1991年4月21日建成简易开通，并举行通车典礼，同年10月1日全面建成，正式命名为汉口车站，车站等级定为一等站，原汉口车站（大智门）改为市郊旅客列车的乘降所。1996年7月京广附属线及老汉口车站移交武汉市，后在此段线路原址上建设了武汉地铁1号线。

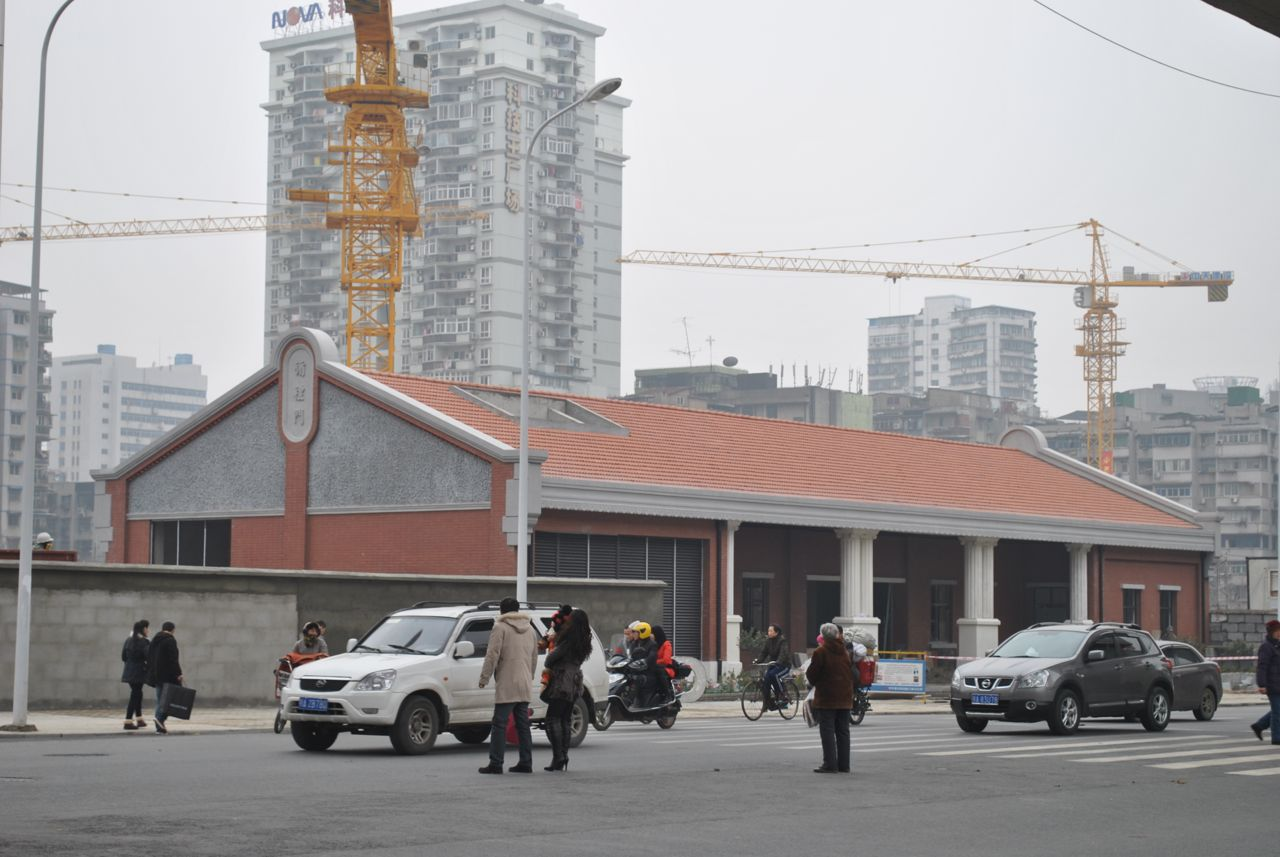
循礼门站站房已改为地铁站出口

#### 大规模建设时期（2003年起）
1997年，针对武汉长江大桥运输能力日趋紧张的状况，铁道部委托铁四院开展了新一轮的武汉枢纽总图规划编制工作，规划中按白沙洲、天兴洲、阳逻三个过江通道研究了十一个总图方案。2004年3月铁四院完成武汉枢纽总图规划修编工作，其核心就是通过“一桥(天兴洲大桥)两站(武汉客站、武汉北编组站)”的建设来理顺枢纽框架、根治枢纽缺陷。这一时期是武汉铁路枢纽发展最快的时期。
2004年8月，天兴洲公铁两用长江大桥开工建设，京广高速铁路和京广铁路武汉站货车外绕线均从该桥通过。通过天兴洲公铁两用长江大桥四线铁路及相关联络线、疏解线的建设，与武汉长江大桥双线铁路一起在枢纽内形成了“两桥六线”越江通道，有效缓解了枢纽内能力不足的情况。
2003年，为迎接中國铁路第六次大提速，武九线复线化及扩能改造项目开工，2005年完工，打通了武汉向东的快速通道。同年，对武汉～安康铁路开工进行增建第二线及扩能提速电气化改造，2009年初完工。2008年，武九铁路开始电气化改造，2010年完工。同时，长荆铁路、武麻铁路都进行了电气化改造，大大提升了武汉枢纽向周边的辐射能力。

2005年，开工新建武广客运专线和沪汉蓉快速客运通道的合武线引入武汉枢纽工程。2008年，合武铁路通车，武汉到上海的乘车时间缩短到四个小时。2008年，又陆续开工新建沪汉蓉快速客运通道汉宜铁路工程、京广客运专线郑州至武汉段工程。2009年，武广客运专线通车，武汉到广州的乘车时间缩短到三个小时。2012年，汉宜铁路、京广客运专线相继开通，武汉铁路枢纽地位得以奠定。

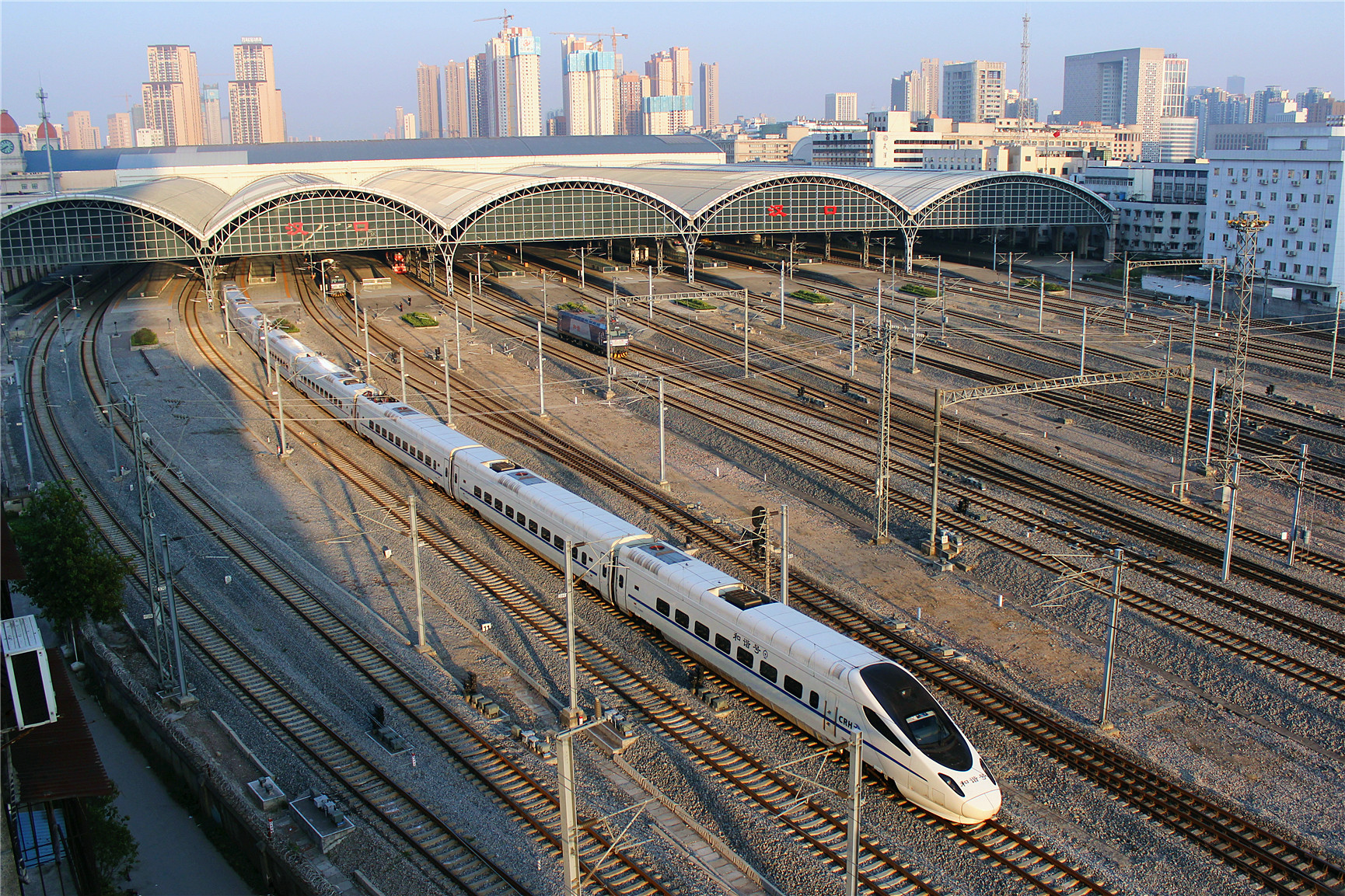
改造后的汉口站引入了高速铁路

2006年6月，既有武昌火车站开工扩建开始，2007年底完工。2006年9月，作为武广客运专线的一部分，武汉站开始建设。2009年底投入使用。2008年汉口站改造扩建开工，2012年全面完工。通过新建武汉站、扩建汉口站和武昌站，进一步巩固了武汉铁路枢纽作为路网性客运中心的地位。
2006年4月，武汉北编组站动工兴建，江岸西编组站改作汉口动车所等用途。2009年在吴家山开工新建集装箱中心站，2010年，扩建了舵落口货场，新建了滠口、大花岭货场。通过武汉北编组站和配套货运设施的建设，武汉枢纽内编组站布局得到梳理，编组和货运能力得到了大幅度加强。

2006年9月武汉动车段开始兴建，2009年汉口动车运用所在原江岸西站开始兴建。两者分别于2009年和2010年建成。奠定了武汉作为全国铁路客运枢纽的地位。武汉大功率机车检修基地、武汉客运专线基础设施检修基地、武汉客运专线调度中心等一大批设施相继完工也大大促进了武汉枢纽的全面发展。

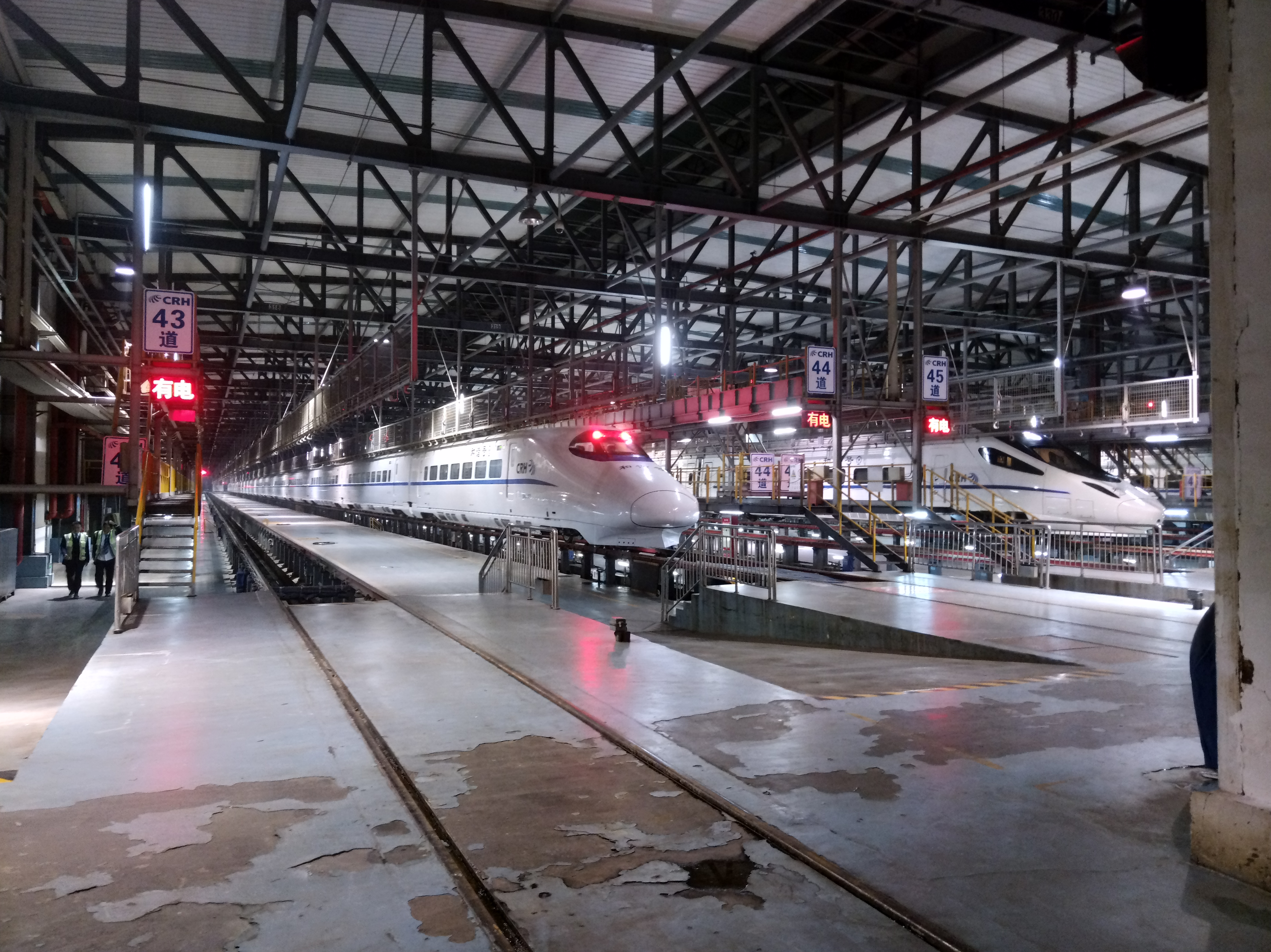
汉口动车运用所内部

#### 新一轮规划（2017年至今）
2017年3月6日，湖北省政府发文《省人民政府关于进一步加快铁路建设发展的若干意见》，提出了接下来5-10年的目标，包括全省新建铁路4000公里，其中高速铁路2600公里，构建“四纵三横”普速铁路网和“三纵三横两斜”高铁网，实现市市通快速铁路，力争90%以上县通铁路，武汉至武汉城市圈内各市1小时通达，武汉至周边城市群主要城市1—2小时通达，武汉至全国其他主要经济区中心城市5小时左右通达。《意见》同时指出，加快高铁建设将成为未来一段时期铁路建设的主攻方向，包括加快建设武汉-西安等高铁通道，争取分段建设武汉通达重庆、上海方向的沿江高铁通道，尽快形成以武汉为中心的“米”字形铁路网等目标。同时，结合国家《中长期铁路网规划》，武汉铁路枢纽将改造升级，全面提升武汉枢纽功能和在全国路网中的地位，另外将高标准规划建设襄阳、宜昌综合性枢纽，加快形成荆门、荆州、黄冈等区域性枢纽。
12月13日，武汉市发改委宣布，武汉未来铁路枢纽规划(2016-2030年)已获中国铁路总公司和湖北省政府批复，包括近期工程至2020年，规划年度至2030年，远景展望至2050年。中国铁路总公司在批复中说，武汉枢纽位于京广、沪汉蓉通道交会点，是我国中部地区重要的路网性铁路枢纽。结合新一轮中长期铁路网规划、城市发展规划、客货运输发展等，对武汉枢纽总图进行修编十分必要。武汉近期铁路工程有武西高铁武汉直通线工程，西北环线工程，吴家山、滠口、大花岭等物流基地工程。
本次规划将形成武汉、汉口、武昌、新汉阳以及流芳、天河北站“四主两辅”客站布局，“1+2+3”三级物流节点网络的货运系统布局，并围绕新汉阳站规划引入线、疏解线及联络线。

#### 暫時關閉（2020年1月23日至2020年3月28日（部分恢复）、4月8日（全部恢复））
2020年1月23日凌晨，武漢市新型冠狀病毒感染的肺炎疫情防控指揮部宣佈自當天10時起，武漢市全市城市公交、地鐵、輪渡、長途客運暫停運營，機場、火車站離漢通道暫時關閉，而恢復時間另行通告。武汉市因此暫時停用所有鐵路交通服务。。2020年3月28日，恢复办理武汉市铁路客站到达业务。4月8日零时起，武汉市解除离汉通道管控措施。

## 铁路线

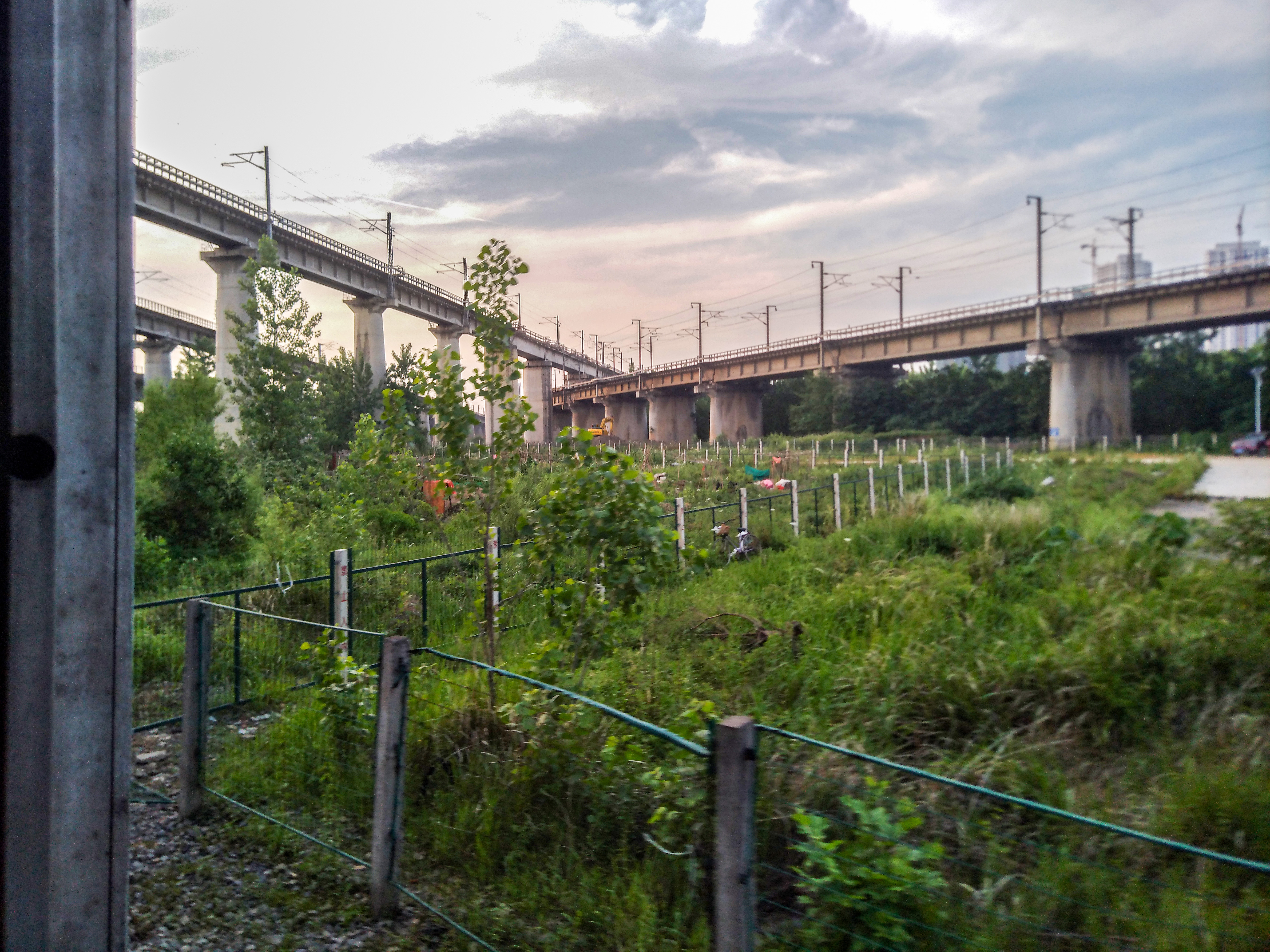
武九铁路楠栂庙站西侧，京广高速铁路上下行线（左侧下方）、滠武铁路（左侧上方）、武汉站货车外绕线（右侧）依次跨过武九铁路（下方护网内）

### 既有铁路[5][33]

#### 普速铁路
- 京广铁路：北京西站~广州站，双线电气化，国铁I级。
  - 武汉货车外绕线：大花岭站~武昌东站~武汉北站，双线电气化，运营时速120公里/小时。
- 汉丹铁路：汉口站~丹江站，双线电气化。
- 武九铁路：武昌站~庐山站，双线电气化。

#### 高速铁路
南北通道 - 京广高铁
- 石武客运专线：石家庄~武汉，双线电气化，客运专线，设计速度350公里/小时。
- 武广客运专线：武汉~广州，双线电气化，客运专线，设计速度350公里/小时。

东西通道
- 沪汉蓉快速客运通道
  - 汉宜铁路：汉口站~宜昌东站，双线电气化，国铁I级，设计速度200公里/小时，预留提升为250公里/小时的条件
  - 合武铁路：合肥南站~汉口站，双线电气化，国铁I级，设计速度250公里/小时，预留提升为300公里/小时的条件
- 武九客运专线：武汉站~九江站，双线电气化，客运专线，设计时速250公里/小时。

武漢城市圈城際鐵路
- 武黄城际铁路，与武九客运专线共线
  - 主线：武汉站~大冶北站，双线电气化，城际铁路，设计速度300公里/小时。
  - 支线：葛店南~黄冈，双线电气化，城际铁路，设计速度250公里/小时。
- 武咸城际铁路：武昌站~咸宁南站，双线电气化，城际铁路，设计速度300公里/小时。
- 武孝城际铁路：汉口站（~天河机场）~孝感东站，双线电气化，城际铁路，设计速度250公里/小时。
- 汉十城际铁路，经由孝感、襄阳连接十堰，双线电气化，设计速度350公里/小时。

### 在建铁路
- 武汉新港铁路
- 武九高铁

### 废止原干线铁路
- 京广附属线：即汉口市区段京广旧线，曾经由江岸、汉口（大智门、循礼门）、玉带门3站4场，1996年汉水桥线路所至江岸站南头区间废止，2021年随江岸站关停而全线废止。
- 武九铁路武昌北环线：原为武九铁路正线，连接多条专用线，已于2018年5月停运。

### 工业支线铁路
- 鲇鱼套铁路货场专用线：鲇鱼套货场与余家湾站间之专用线，已于2012年停运。
- 徐青工业支线：即武昌北至武东客场段武九铁路之前身。
  - 武钢厂区铁路：武昌东站~楠姆庙线路所~武钢厂区
- 杨泗港专用铁路：港前站（线路所）至港区段停用。
- 大桥局专用铁路：今全线封存。
- 阳逻电厂专用铁路
- 武汉经济技术开发区专用铁路：与杨泗港专用铁路相接。
- 富士康专用铁路
- 武汉乙烯专用铁路

### 拟建铁路
- 武汉至潜江城际铁路：武汉~潜江，双线电气化，城际铁路，设计速度200公里/小时。

### 规划铁路

##### 近期（至2020年左右）
- 武西高铁
  - 武汉直通线：自枢纽西北侧引入新汉阳站，并规划至新墩站客车联络线引入汉口站。直通线经新汉阳站后在白沙洲附近跨越长江，与枢纽东南环线共通道接入葛店南站，形成西安---安庆（杭州）、九江方向高速便捷通道；
  - 新汉阳站~乌龙泉东站通道：形成西安、宜昌---长沙方向高速便捷通道；武西高铁武汉直通线---武咸城际乌龙泉南站联络线；
  - 新汉阳站~南湖东站联络线：形成宜昌、天门---黄冈、黄石、咸宁方向城际通道。
- 武汉（黄冈）~黄梅铁路
- 武汉铁路西北环线：下辛店-三汊埠、孝感，京广铁路普客经孝感接入既有武康铁路后引入武昌、汉口站，武康、武荆铁路货车经下辛店接入既有京广铁路后引入武汉北编组站。
- 汉天城际铁路：武汉~天门，双线电气化，城际铁路，设计速度200公里/小时。自枢纽西侧接入武西高铁武汉直通线汉川东站后引入新汉阳站及汉口站。

##### 规划期（2030年）
- 武汉~麻城（合肥）城际铁路：自枢纽东侧引入，新建枢纽直通线经天河北站后贯通汉宜铁路，形成沿江高铁通道；
- 武汉枢纽直通线
- 武汉至荆门至宜昌高速铁路：线路全长289km，设计时速350km/h，拟2020年开工建设

## 主要车站[5]

### 主要客运站 - “四主两辅”
- 武汉站：承担南北向动车始发终到为主，兼顾东向动车始发终到作业。主要办理长沙、郑州、九江、安庆方向大部分动车始发终到作业；郑州-长沙、九江方向，合肥-长沙方向动车通过作业。
- 武昌站：承担枢纽普客始发终到及通过作业为主，兼顾部分武黄（冈）、武咸城际动车作业。
- 汉口站：承担东西向及区域中短途动车始发终到为主，兼顾部分普客始发终到作业。主要办理合肥、宜昌方向中长途动车及区域中短途动车始发终到作业，以及郑州、合肥方向---宜昌方向动车通过作业，兼顾部分西安、郑州方向普客作业。
- 新汉阳站：承担西向动车始发终到作业为主，兼顾部分南向动车始发终到作业。主要办理西安方向动车及部分宜昌、长沙、 九江、安庆方向动车始发终到作业，以及西安、宜昌---长沙、九 江、安庆方向动车通过作业，兼顾部分城际动车作业。
- 武漢東站：辅助办理部分武黄（冈)、武咸城际动车作业。
- 天河北站：辅助汉口站办理规划的沿江高铁通过作业。

- 武东客场
- 新洲站

武漢城市圈城際鐵路内各武汉区域站点
- 武黄城际
  - 花山南站
  - 左岭站
- 武咸城际
  - 南湖东站
  - 汤逊湖站
  - 庙山站
  - 普安站
  - 纸坊东站
  - 乌龙泉南站
  - 土地堂东站
  - 山坡东站
- 汉孝城际
  - 后湖站
  - 金银潭站
  - 盘龙城站
  - 天河机场站
  - 天河街站

### 主要货运站 - “1+2+3” 布局
- 吴家山站：将建为一级物流基地；
- 滠口站、大花岭站：将建为二级物流基地；
- 阳逻站（水铁联运）、光谷南站、常福站为三级物流基地。

同时武汉站、新汉阳动车所将配套建设高铁快运设施。

#### 其他货运站
- 汉阳站
- 汉西站
- 新墩站
- 舵落口站
- 横店西站
- 新横店站
- 丹水池站
- 五通口站
- 香炉山站
- 林四房站
- 团风站
- 南湖站
- 纸坊站
- 乌龙泉站
- 何刘站
- 新店站
- 武汉铁路集装箱中心站

### 编组站
- 一主：武汉北站
- 一辅：武昌东站

### 已关闭车站
原京汉铁路汉口市区段
- 汉口站客场（大智门站）（老汉口火车站，原建筑物在武汉地铁1号线大智路站附近）
- 汉口站循礼门货场（循礼门站） （原京汉铁路火车站，原建筑物在修建武汉地铁2号线时拆除，后作为2号线循礼门站出入口复原[36]）
- 玉带门站 （原京汉铁路终点站，车站原址修建有武汉地铁1号线硚口路车场）
- 江岸站（已迁至新址并拆除，仅存初代站房及林祥谦就义处，该建筑物在扶轮路附近）
  - 江岸货场

改变功能
- 江岸西站（武汉北站开通运行后拆除，原址修建汉口动车运用所）
- 武昌南站（将转变功能）

- 谌家矶站 （已降为乘降所）

原武昌北环铁路
- 武昌北站
- 沙湖站
- 八大家站

## 主要配套设施

### 机务段及机车检修设施
- 武昌南机务段：建成于1976年。位于武汉市洪山区青菱乡李家桥柴湖。2003年，武南机务段兼并具有100年历史的武昌机务段。目前武南机务段主要负责武汉局大部分客车和武九线部分货车牵引工作以及武汉枢纽长江以南地区调车工作，担当本段配属和局管内部分内燃机车的大、中、小、辅修和电力机车中、小、辅修及整备任务，也担当部分动车组机务乘务工作。下辖武昌机务折返段和汉口折返段。
- 江岸机务段：始建于1898年。位于武汉市黄陂区武汉北编组站内。主要担当武汉局管内货运列车、东西向部分旅客列车牵引和武汉枢纽长江以北的调车作业任务。
- 武汉和谐型大功率机车检修基地：位于武汉市洪山区武昌东站旁，占地431亩，承担和谐型电力“火车头”两年修以下各修程检修任务及机车运用、整备、保养工作，并预留6年修条件。按照铁道部部署，运营后的武汉机车检修基地将覆盖武汉铁路局、郑州铁路局、西安铁路局所辖线路，承担1400台机车产生的检修任务[37]。

### 车辆段及客车检修设施
- 武汉铁路局武昌车辆段：始建于1963年。位于武汉市武昌区莲溪寺晒湖路36号。占地面积29公顷，生产房屋面积达76,114平方米，段内客车整备场有整备线13条、存车线8条、临修线1条段内有3线12台位的段修库和2线6台位的空调检修库各1座。担负着武汉地区武汉局普速客运列车的整备工作。
- 武汉铁路局汉口客车整备所：汉口整备所始建于1992年，位于武汉市江汉区复兴村。汉口客车整备所有整备线12条、临修线2条、存车线4条，主要负责江北地区武汉局担当的客运列车整备检修工作。

### 动车段及检修设施
- 武汉动车段：位于武汉市市区东部青山区和洪山区境内，三环线旁，位于京广高速铁路东侧和武汉站货车外绕线西侧之间，是中国大陆四大动车检修基地之一。现主要负责京广高铁的动车检修职责，武汉动车段是武汉铁路局的直属单位，建设期内，武汉动车段项目业主为武广铁路客运专线有限责任公司[29]。
- 汉口动车运用所：位于中國武汉市江岸区，原址为京广铁路江岸西站，位于汉口站东侧3公里，2009年1月动工，2011年投入使用。汉口动车运用所是沪汉蓉快速客运通道铁路汉宜铁路工程和汉口站改造工程的配套中的重要组成部分，通过动车走行线引入汉口站，并通过京广铁路、天兴洲长江大桥分别与武昌站、武汉站连接。该动车所目前是武汉地区250km/h级动车组最重要的检修场所。[30][31]
- 规划实施汉口第二动车运用所，总规模8线检查库、存车线30条，视需要分期实施；
- 新汉阳站动车运用所（规划中）

### 货车检修设施
- 江岸车辆段

### 供电、工务及线路检修部门
- 武汉桥工段
- 武汉工务大修段
- 武汉供电段
- 武汉客运专线基础设施维修基地
- 武汉电务段
- 武汉通信段
- 武汉高速铁路通信段

### 调度中心

#### 武汉客运专线调度中心
武汉客运专线调度中心设于武汉铁路局院内东侧，建筑主体为6层，总建筑面积48900平方米，其中地上四层，面积33500平方米，地下两层，面积15400平方米。主体高43.2米。规划中主要负责中西部地区高速铁路的调度，覆盖京广高速铁路、徐兰高速铁路、沪汉蓉快速客运通道等铁路干线。。调度中心系统和铁道部调度指挥中心互为备份。